# Liste von Schriftarten
Die Liste von Schriftarten enthält eine Auswahl von rund 350 historischen und zeitgenössischen Schriftarten aus der Zeit des Buchdrucks, beginnend ab etwa 1470. Die weitaus meisten der hier verzeichneten Schriftarten stammen aus dem 20. und 21. Jahrhundert. Zu Schriftklassen und historischen Schriftarten seit der römischen Antike siehe Chronologie der Lateinschrift.
Wenn es sich um eine nichtproportionale Schriftart handelt, ist dies in der Spalte Beispiel angegeben. In der Spalte Beispiel wird auch angegeben, wenn es sich um eine Majuskelschrift handelt (jedoch nicht in unklaren Fällen wie z. B. bei Kapitälchen-Optik).

## Schriftartentabelle
| Schriftart                | Beispiel                      | Serifen    | Gruppe nach DIN 16518             | Gestalter                                                       | Jahr             | Ursprünglicher Herausgeber          |
| ------------------------- | ----------------------------- | ---------- | --------------------------------- | --------------------------------------------------------------- | ---------------- | ----------------------------------- |
| ABC Schule 1 CH           |                               |            | Handschriftliche Antiqua          | Hans Eduard Meier                                               | 2002–08          | Elsner+Flake                        |
| Adelle                    |                               | Serifen    | Serifenbetonte Linear-Antiqua     | Veronika Burian, José Scaglione                                 | 2009             | TypeTogether                        |
| Agenda                    |                               | serifenlos | Serifenlose Linear-Antiqua        | Greg Thompson                                                   | 1993             | Font Bureau                         |
| Akkurat                   |                               | serifenlos | Serifenlose Linear-Antiqua        | Laurenz Brunner                                                 | 2004             | Lineto                              |
| Akzidenz Grotesk          |                               | serifenlos | Serifenlose Linear-Antiqua        | —                                                               | 1896             | H. Berthold AG                      |
| Albany                    |                               | serifenlos | Serifenlose Linear-Antiqua        | Monotype Design Studio                                          | 1999             | Agfa Monotype Corporation           |
| Albertus                  |                               | Serifen    | Antiqua-Variante                  | Berthold Wolpe                                                  | 1932–40          | Monotype Corporation                |
| Alte Schwabacher          |                               |            | Gebrochene Schrift                | —                                                               | ca. 1470         | —                                   |
| Alternate Gothic          |                               | serifenlos | Serifenlose Linear-Antiqua        | Morris Fuller Benton                                            | 1903             | ATF                                 |
| American Typewriter       |                               | Serifen    | Serifenbetonte Linear-Antiqua     | Joel Kaden, Tony Stan                                           | 1974             | ITC                                 |
| Amplitude                 |                               | serifenlos | Serifenlose Linear-Antiqua        | Christian Schwartz                                              | 2003             | Font Bureau                         |
| AMS Euler                 |                               |            | Handschriftliche Antiqua          | Hermann Zapf, Donald E. Knuth                                   | 1983             | American Mathematical Society       |
| Andale Mono               | Nichtproportionale Schriftart | serifenlos | Serifenlose Linear-Antiqua        | Steve Matteson                                                  | 1997             | Monotype Corporation                |
| Antique Olive             |                               | serifenlos | Serifenlose Linear-Antiqua        | Roger Excoffon                                                  | 1962             | Fonderie Olive                      |
| Arabic Typesetting        |                               |            | Fremde Schriften                  | Mamoun Sakkal, Paul Nelson, John Hudson                         | 2002             | Microsoft                           |
| Arial                     |                               | serifenlos | Serifenlose Linear-Antiqua        | Robin Nicholas, Patricia Saunders                               | 1982             | Monotype Corporation                |
| Arnhem                    |                               | Serifen    | Barock-Antiqua                    | Fred Smeijers                                                   | 1998             | OurType                             |
| Arnold Böcklin            |                               | Serifen    | Antiqua-Variante                  | Otto Weisert                                                    | 1904             | Schriftgießerei Otto Weisert        |
| Aster                     |                               | Serifen    | Französische Renaissance-Antiqua  | Francesco Simoncini                                             | 1958             | Mecanorma                           |
| Avant Garde               |                               | serifenlos | Serifenlose Linear-Antiqua        | Herb Lubalin                                                    | 1970–77          | ITC                                 |
| Avenir                    |                               | serifenlos | Serifenlose Linear-Antiqua        | Adrian Frutiger                                                 | 1988             | Linotype                            |
| AwanZaman                 |                               |            | Fremde Schriften                  | Mamoun Sakkal                                                   | 2016             | TypeTogether                        |
| Baby Teeth                | Majuskelschrift               | serifenlos |                                   | Milton Glaser                                                   | 1971             | Photo-Lettering                     |
| Balloon                   | Majuskelschrift               |            | Handschriftliche Antiqua          | Max R. Kaufmann                                                 | 1939             | ATF                                 |
| Bank Gothic               |                               | serifenlos | Serifenlose Linear-Antiqua        | Morris Fuller Benton                                            | 1930             | ATF                                 |
| Barmeno                   |                               | serifenlos | Serifenlose Linear-Antiqua        | Hans Reichel                                                    | 1983             | H. Berthold AG                      |
| Base                      |                               | serifenlos | Serifenlose Linear-Antiqua        | Zuzana Licko                                                    | 1995             | Emigre                              |
| Baskerville               |                               | Serifen    | Barock-Antiqua                    | John Baskerville                                                | 1754             | —                                   |
| Bauhaus                   |                               | serifenlos | Serifenlose Linear-Antiqua        | Ed Benguiat, Victor Caruso                                      | 1975             | ITC                                 |
| Bell Centennial           |                               | serifenlos | Serifenlose Linear-Antiqua        | Matthew Carter                                                  | 1976–78          | Linotype                            |
| Bell Gothic               |                               | serifenlos | Serifenlose Linear-Antiqua        | Chauncey H. Griffith                                            | 1938             | Mergenthaler Linotype               |
| Belladonna                |                               | Serifen    | Antiqua-Variante                  | Hildegard Henning                                               | 1912             | Klinkhardt                          |
| Bello                     |                               |            | Schreibschrift                    | Underware                                                       | 2004             | Underware                           |
| Bembo                     |                               | Serifen    | Französische Renaissance-Antiqua  | Francesco Griffo                                                | 1496             | —                                   |
| ITC Benguiat              |                               | Serifen    | Antiqua-Variante                  | Ed Benguiat                                                     | 1977             | ITC                                 |
| ITC Benguiat Gothic       |                               | serifenlos | Serifenlose Linear-Antiqua        | Ed Benguiat                                                     | 1979             | ITC                                 |
| Benton Sans               |                               | serifenlos | Serifenlose Linear-Antiqua        | Tobias Frere-Jones, Cyrus Highsmith                             | 1998–2008        | Font Bureau                         |
| FF Beowolf                |                               | Serifen    | Französische Renaissance-Antiqua  | Erik van Blokland, Just van Rossum                              | 1990             | FontFont                            |
| ITC Berkeley Oldstyle     |                               | Serifen    | Venezianische Renaissance-Antiqua | Frederic W. Goudy, Tony Stan                                    | 1938, 1983       | ITC                                 |
| Bernhard Modern           |                               | Serifen    | Barock-Antiqua                    | Lucian Bernhard                                                 | 1937             | ATF                                 |
| Berthold Block            | —                             | serifenlos | Serifenlose Linear-Antiqua        | Hermann Hoffmann                                                | 1908             | H. Berthold AG                      |
| Bickham Script            |                               |            | Schreibschrift                    | Richard Lipton                                                  | 1997–2004        | Adobe Type                          |
| Big Caslon                |                               | Serifen    | Barock-Antiqua                    | Matthew Carter                                                  | 1994             | Carter & Cone                       |
| FF Blur                   | —                             | serifenlos | Serifenlose Linear-Antiqua        | Neville Brody                                                   | 1992             | FontFont                            |
| Bodoni                    |                               | Serifen    | Klassizistische Antiqua           | Giambattista Bodoni                                             | 1790             | —                                   |
| Bookman                   |                               | Serifen    | Barock-Antiqua                    | Alexander Phemister                                             | 1858             | Miller & Richard                    |
| Boton                     |                               | Serifen    | Serifenbetonte Linear-Antiqua     | Albert Boton                                                    | 1986             | H. Berthold AG                      |
| Brandon Grotesque         |                               | serifenlos | Serifenlose Linear-Antiqua        | Hannes von Döhren                                               | 2010             | HvD Fonts                           |
| Bree                      |                               | serifenlos | Antiqua-Variante                  | Veronika Burian, José Scaglione                                 | 2008             | TypeTogether                        |
| Breitkopf-Fraktur         |                               |            | Gebrochene Schrift                | Johann Gottlob Immanuel Breitkopf                               | 1793             | —                                   |
| Britannic                 |                               | serifenlos | Antiqua-Variante                  | Ludwig Wagner, Robert Arthur Schmidt                            | 1901             | Stephenson Blake                    |
| Broadway                  |                               | serifenlos | Serifenlose Linear-Antiqua        | Morris Fuller Benton                                            | 1927             | ATF                                 |
| FF Brokenscript           |                               |            | Gebrochene Schrift                | Just van Rossum                                                 | 1991             | FontFont                            |
| LL Brown                  | —                             | serifenlos | Serifenlose Linear-Antiqua        | Aurèle Sack                                                     | 2011             | Lineto                              |
| Brush Script              |                               |            | Schreibschrift                    | Robert E. Smith                                                 | 1942             | ATF                                 |
| Bureau Grot               |                               | serifenlos | Serifenlose Linear-Antiqua        | David Berlow, Jill Pichotta, Christian Schwartz, Richard Lipton | 1989–2006        | Font Bureau                         |
| Buttermilk                | —                             |            | Schreibschrift                    | Jessica Hische                                                  | 2009             | Jessica Hische                      |
| Caflisch Script           |                               |            | Schreibschrift                    | Robert Slimbach                                                 | 1993             | Adobe Type                          |
| Cala                      |                               | Serifen    | Venezianische Renaissance-Antiqua | Dieter Hofrichter                                               | 2011             | Hoftype                             |
| Calibri                   |                               | serifenlos | Serifenlose Linear-Antiqua        | Lucas de Groot                                                  | 2004, 2007       | Microsoft                           |
| Cambria                   |                               | Serifen    | Barock-Antiqua                    | Jelle Bosma, Steve Matteson, Robin Nicholas                     | 2004             | Microsoft                           |
| Candara                   |                               | serifenlos | Serifenlose Linear-Antiqua        | Gary Munch                                                      | 2007             | Microsoft                           |
| Cardo                     |                               | Serifen    | Französische Renaissance-Antiqua  | David J. Perry                                                  | 2002             | Fonts for Scholars                  |
| Carolina                  |                               | Serifen    | Antiqua-Variante                  | Gottfried Pott                                                  | 1991             | Linotype                            |
| Cartier                   | —                             | Serifen    | Venezianische Renaissance-Antiqua | Carl Dair                                                       | 1967             | Linotype                            |
| Caslon                    |                               | Serifen    | Barock-Antiqua                    | William Caslon                                                  | 1722             | —                                   |
| FF Celeste                |                               | Serifen    | Barock-Antiqua                    | Christopher Burke                                               | 1995             | FontFont                            |
| Centaur                   |                               | Serifen    | Venezianische Renaissance-Antiqua | Bruce Rogers                                                    | 1915             | Monotype Corporation                |
| Century Expanded          | —                             | Serifen    | Klassizistische Antiqua           | Linn Boyd Benton, Morris Fuller Benton                          | 1900             | ATF                                 |
| Century Gothic            |                               | serifenlos | Serifenlose Linear-Antiqua        | Monotype Design Studio, Sol Hess, Morris Fuller Benton          | 1991             | Monotype Corporation                |
| Century Schoolbook        |                               | Serifen    | Klassizistische Antiqua           | Morris Fuller Benton                                            | 1919             | ATF                                 |
| P22 Cezanne               |                               |            | Schreibschrift                    | Michael Want, James Grieshaber                                  | 1995             | P22                                 |
| Chalet                    |                               | serifenlos | Serifenlose Linear-Antiqua        | House Industries                                                | 1996             | House Industries                    |
| Charcoal                  |                               | serifenlos | Serifenlose Linear-Antiqua        | David Berlow                                                    | 1995             | Apple                               |
| Charis SIL                |                               | Serifen    | Barock-Antiqua                    | Matthew Carter, SIL International                               | 1987–2006        | SIL International                   |
| Charter                   |                               | Serifen    | Barock-Antiqua                    | Matthew Carter                                                  | 1987             | Bitstream                           |
| Cheltenham                |                               | Serifen    | Barock-Antiqua                    | Hannibal Ingalls Kimball, Bertram Grosvenor Goodhue             | 1896–1901        | Cheltenham Press                    |
| Chicago                   |                               | serifenlos | Serifenlose Linear-Antiqua        | Susan Kare                                                      | 1983             | Apple                               |
| LL Circular               | —                             | serifenlos | Serifenlose Linear-Antiqua        | Laurenz Brunner                                                 | 2013             | Lineto                              |
| FF Clan                   | —                             | serifenlos | Serifenlose Linear-Antiqua        | Lukasz Dziedzic                                                 | 2006–2008        | FontFont                            |
| Clarendon                 |                               | Serifen    | Serifenbetonte Linear-Antiqua     | Benjamin Fox                                                    | 1845             | Fann Street Foundry                 |
| Claudius                  |                               |            | Gebrochene Schrift                | Rudolf Koch                                                     | 1937             | Gebr. Klingspor                     |
| Clearface                 |                               | Serifen    | Barock-Antiqua                    | Victor Caruso                                                   | 1978             | ITC                                 |
| FF Clifford               |                               | Serifen    | Französische Renaissance-Antiqua  | Akira Kobayashi                                                 | 1999             | FontFont                            |
| Cochin                    |                               | Serifen    | Barock-Antiqua                    | Georges Peignot                                                 | 1912             | Deberny & Peignot                   |
| Coline Extrême            | —                             | Serifen    | Antiqua-Variante                  | Émilie Rigaud                                                   | 2010             | A is for…                           |
| Columna Solid             | Majuskelschrift               | Serifen    |                                   | Max Caflisch                                                    | 1955             | Linotype                            |
| Comic Sans MS             |                               | serifenlos | Serifenlose Linear-Antiqua        | Vincent Connare                                                 | 1994             | Microsoft                           |
| Compacta                  | —                             | serifenlos | Serifenlose Linear-Antiqua        | Fred Lambert                                                    | 1963             | Letraset                            |
| Compatil Letter           |                               | Serifen    | Serifenbetonte Linear-Antiqua     | Olaf Leu                                                        | 2001             | Linotype                            |
| Computer Modern Roman     |                               | Serifen    | Klassizistische Antiqua           | Donald E. Knuth                                                 | 1986             | Donald E. Knuth                     |
| Concorde                  |                               | Serifen    | Barock-Antiqua                    | Günter Gerhard Lange                                            | 1969             | H. Berthold AG                      |
| Consolas                  | Nichtproportionale Schriftart | serifenlos |                                   | Lucas de Groot                                                  | 2007             | Microsoft                           |
| Constantia                |                               | Serifen    | Französische Renaissance-Antiqua  | John Hudson                                                     | 2005             | Microsoft                           |
| Cooper Black              |                               | Serifen    | Französische Renaissance-Antiqua  | Oswald Bruce Cooper                                             | 1921             | Barnhart Brothers & Spindler        |
| Copperplate Gothic        |                               | Serifen    | Antiqua-Variante                  | Frederic W. Goudy                                               | 1901–05          | ATF                                 |
| Corbel                    |                               | serifenlos | Serifenlose Linear-Antiqua        | Jeremy Tankard                                                  | 2005             | Microsoft                           |
| Corpid                    | —                             | serifenlos | Serifenlose Linear-Antiqua        | Lucas de Groot                                                  | 1997             | LucasFonts                          |
| Corporate A               |                               | Serifen    | Barock-Antiqua                    | Kurt Weidemann                                                  | 1985–89          | URW Type Foundry                    |
| Courier                   | Nichtproportionale Schriftart | Serifen    | Serifenbetonte Linear-Antiqua     | Howard Kettler                                                  | 1956             | IBM                                 |
| Curlz                     |                               |            | Antiqua-Variante                  | Steve Matteson, Carl Crossgrove                                 | 1995             | Agfa Monotype Corporation           |
| Dalliance                 |                               |            | Antiqua-Variante                  | Frank Heine                                                     | 2000             | Emigre                              |
| Davida                    | —                             | Serifen    | Antiqua-Variante                  | Louis Minott                                                    | 1965             | Visual Graphics Corporations        |
| FF Dax                    |                               | serifenlos | Serifenlose Linear-Antiqua        | Hans Reichel                                                    | 1995–97          | FontFont                            |
| Dead History              |                               | Semi‑Serif |                                   | P. Scott Makela                                                 | 1990             | Emigre                              |
| DejaVu Sans               |                               | serifenlos | Serifenlose Linear-Antiqua        | Štěpán Roh und andere                                           | 2003             | DejaVu-Fonts-Projekt                |
| DejaVu Sans Mono          | Nichtproportionale Schriftart | serifenlos | Serifenlose Linear-Antiqua        | Štěpán Roh und andere                                           | 2003             | DejaVu-Fonts-Projekt                |
| Delphin                   |                               | Serifen    | Antiqua-Variante                  | Georg Trump                                                     | 1951–1955        | C. E. Weber                         |
| HTF Didot                 | —                             | Serifen    | Klassizistische Antiqua           | Jonathan Hoefler                                                | 1991             | Hoefler & Frere-Jones               |
| FF DIN                    |                               | serifenlos | Serifenlose Linear-Antiqua        | Albert-Jan Pool                                                 | 1995             | FontFont                            |
| DIN 1451                  |                               | serifenlos | Serifenlose Linear-Antiqua        | Ludwig Goller                                                   | 1926             | DIN                                 |
| Diotima                   | —                             | Serifen    | Antiqua-Variante                  | Gudrun Zapf-von Hesse                                           | 1951             | D. Stempel                          |
| Dom Casual                |                               |            | Handschriftliche Antiqua          | Peter Dombrezian                                                | 1952             | ATF                                 |
| Duc de Berry              |                               |            | Gebrochene Schrift                | Gottfried Pott                                                  | 1990             | Linotype                            |
| FF Dynamoe                | —                             | serifenlos |                                   | Just van Rossum                                                 | 1992             | FontFont                            |
| Eckmann                   |                               | Serifen    | Antiqua-Variante                  | Otto Eckmann                                                    | 1899             | Rudhard’sche Gießerei               |
| Element                   |                               |            | Gebrochene Schrift                | Max Bittrof                                                     | 1933             | Bauersche Gießerei                  |
| Elena                     |                               | Serifen    | Französische Renaissance-Antiqua  | Nicole Dotin                                                    | 2010             | Process Type Foundry                |
| Elephant                  | —                             | serifenlos | Serifenlose Linear-Antiqua        | Gareth Hague                                                    | 1994             | Alias                               |
| Englische Schreibschrift  |                               |            | Schreibschrift                    | H. Berthold AG                                                  | 1970–72          | H. Berthold AG                      |
| Engravers Old English     |                               |            | Gebrochene Schrift                | Morris Fuller Benton                                            | 1901             | ATF                                 |
| Eras                      |                               | serifenlos | Serifenlose Linear-Antiqua        | Albert Boton, Albert Hollenstein                                | 1976             | ITC                                 |
| Erbar-Grotesk             |                               | serifenlos | Serifenlose Linear-Antiqua        | Jakob Erbar                                                     | 1926             | Ludwig & Mayer                      |
| Erhardt                   | —                             | Serifen    | Barock-Antiqua                    | Monotype Design Studio                                          | 1937             | Monotype Corporation                |
| FF Erikrighthand          |                               |            | Handschriftliche Antiqua          | Erik van Blokland                                               | 1990             | FontFont                            |
| FF Ernestine              |                               | Serifen    | Serifenbetonte Linear-Antiqua     | Nina Stössinger, Hrant Papazian                                 | 2011             | FontFont                            |
| Euclid Flex               | —                             | serifenlos | Serifenlose Linear-Antiqua        | Swiss Typefaces                                                 | 2011             | Swiss Typefaces                     |
| Eurostile                 |                               | serifenlos | Serifenlose Linear-Antiqua        | Aldo Novarese                                                   | 1962             | Nebiolo                             |
| Everson Mono              | Nichtproportionale Schriftart | serifenlos | Serifenlose Linear-Antiqua        | Michael Everson                                                 | 1994             | Evertype                            |
| Excelsior                 |                               | Serifen    | Klassizistische Antiqua           | Chauncey H. Griffith                                            | 1931             | Mergenthaler Linotype               |
| FF Fago                   |                               | serifenlos | Serifenlose Linear-Antiqua        | Ole Schäfer                                                     | 2000             | FontFont                            |
| Fairfield                 |                               | Serifen    | Klassizistische Antiqua           | Rudolf Ruzicka                                                  | 1940             | Linotype                            |
| Farnham                   |                               | Serifen    | Klassizistische Antiqua           | Christian Schwartz                                              | 2004             | Font Bureau                         |
| Fedra Sans                |                               | serifenlos | Serifenlose Linear-Antiqua        | Peter Biľak                                                     | 2002             | Typotheque                          |
| Fedra Serif               | —                             | Serifen    | Antiqua-Variante                  | Peter Biľak                                                     | 2004             | Typotheque                          |
| Fette Fraktur             |                               |            | Gebrochene Schrift                | Johann Christian Bauer                                          | ca. 1835         | C. E. Weber                         |
| Figaro                    |                               | Serifen    | Serifenbetonte Linear-Antiqua     | Monotype Design Studio                                          | 1940             | Monotype Corporation                |
| Filosofia                 |                               | Serifen    | Klassizistische Antiqua           | Zuzana Licko                                                    | 1996             | Emigre                              |
| Fixed                     | Nichtproportionale Schriftart | serifenlos |                                   | —                                                               | ca. 1980         | X Window System                     |
| Fixedsys                  | Nichtproportionale Schriftart | serifenlos |                                   | —                                                               | ca. 1985         | Microsoft                           |
| Fleischmann               |                               | Serifen    | Barock-Antiqua                    | Erhard Kaiser                                                   | 1997             | DTL                                 |
| Folio                     |                               | serifenlos | Serifenlose Linear-Antiqua        | Walter Baum, Konrad Friedrich Bauer                             | 1956             | H. Berthold AG                      |
| Formata                   |                               | serifenlos | Serifenlose Linear-Antiqua        | Bernd Möllenstädt                                               | 1984             | H. Berthold AG                      |
| Formular                  | —                             | serifenlos | Serifenlose Linear-Antiqua        | Gayaneh Bagdasaryan, Vyacheslav Kirilenko                       | 2014             | Brownfox                            |
| Founders Grotesk          |                               | serifenlos | Serifenlose Linear-Antiqua        | Kris Sowersby                                                   | 2010             | Klim Type Foundry                   |
| Franklin Gothic           |                               | serifenlos | Serifenlose Linear-Antiqua        | Morris Fuller Benton                                            | 1904             | ATF                                 |
| Friz Quadrata             |                               | Serifen    | Antiqua-Variante                  | Ernst Friz                                                      | 1973             | Visual Graphics Corporations        |
| Frutiger                  |                               | serifenlos | Serifenlose Linear-Antiqua        | Adrian Frutiger                                                 | 1975             | D. Stempel                          |
| Futura                    |                               | serifenlos | Serifenlose Linear-Antiqua        | Paul Renner                                                     | 1927             | —                                   |
| ITC Galliard              |                               | Serifen    | Französische Renaissance-Antiqua  | Matthew Carter                                                  | 1978             | ITC                                 |
| ITC Gamma                 |                               | Serifen    | Barock-Antiqua                    | Jovica Veljović                                                 | 1986             | ITC                                 |
| Garage Gothic             |                               | serifenlos | Serifenlose Linear-Antiqua        | Tobias Frere-Jones                                              | 1992             | Font Bureau                         |
| Garamond                  |                               | Serifen    | Französische Renaissance-Antiqua  | Claude Garamond                                                 | 1530             | —                                   |
| Generis Simple            | —                             | serifenlos | Serifenlose Linear-Antiqua        | Erik Faulhaber                                                  | 2006             | Linotype                            |
| Geneva                    |                               | serifenlos | Serifenlose Linear-Antiqua        | Susan Kare, Kris Holmes, Charles Bigelow                        | 1983             | Apple                               |
| Gentium                   |                               | Serifen    | Französische Renaissance-Antiqua  | Victor Gaultney                                                 | 2003             | —                                   |
| Geogrotesque              | —                             | serifenlos | Serifenlose Linear-Antiqua        | Eduardo Manso                                                   | 2008             | Emtype Foundry                      |
| Georgia                   |                               | Serifen    | Barock-Antiqua                    | Matthew Carter                                                  | 1996             | Microsoft                           |
| Gill Sans                 |                               | serifenlos | Serifenlose Linear-Antiqua        | Eric Gill                                                       | 1928–30          | Monotype Corporation                |
| ITC Giovanni              |                               | Serifen    | Französische Renaissance-Antiqua  | Robert Slimbach                                                 | 1989             | ITC                                 |
| Glypha                    | —                             | Serifen    | Serifenbetonte Linear-Antiqua     | Adrian Frutiger                                                 | 1977             | D. Stempel                          |
| Golden Type               |                               | Serifen    | Venezianische Renaissance-Antiqua | William Morris                                                  | 1989             | ITC                                 |
| Gotham                    |                               | serifenlos | Serifenlose Linear-Antiqua        | Jonathan Hoefler, Tobias Frere-Jones                            | 2000             | Hoefler & Frere-Jones               |
| Goudy Old Style           |                               | Serifen    | Französische Renaissance-Antiqua  | Frederic W. Goudy                                               | 1915             | ATF                                 |
| Granjon                   |                               | Serifen    | Französische Renaissance-Antiqua  | George W. Jones                                                 | 1924             | Linotype                            |
| Graphik                   |                               | serifenlos | Serifenlose Linear-Antiqua        | Christian Schwartz, Ilya Ruderman, Panos Haratzopoulos          | 2009             | Commercial Type                     |
| Guardi                    | —                             | Serifen    | Venezianische Renaissance-Antiqua | Reinhard Haus                                                   | 1987             | Linotype                            |
| Haettenschweiler          |                               | serifenlos | Serifenlose Linear-Antiqua        | Walter Haettenschweiler, Armin Haab                             | 1995             | Microsoft                           |
| Halyard                   |                               | serifenlos | Serifenlose Linear-Antiqua        | Joshua Darden                                                   | 2017             | Darden Studio                       |
| Handel Gothic             |                               | serifenlos | Serifenlose Linear-Antiqua        | Don Handel                                                      | Mitte der 1960er | FotoStar                            |
| Harbour                   | —                             | Serifen    | Antiqua-Variante                  | Gareth Hague                                                    | 1998             | Alias                               |
| FF Harlem                 |                               | serifenlos | Antiqua-Variante                  | Neville Brody                                                   | 1993             | FontFont                            |
| Helvetica                 |                               | serifenlos | Serifenlose Linear-Antiqua        | Max Miedinger                                                   | 1956             | Haas’sche Schriftgiesserei          |
| Herculanum                | Majuskelschrift               |            |                                   | Adrian Frutiger                                                 | 1990             | Linotype                            |
| Highway Gothic            |                               | serifenlos | Serifenlose Linear-Antiqua        | Public Roads Administration                                     | 1945             | Public Roads Administration         |
| Hobo                      |                               | serifenlos | Antiqua-Variante                  | Morris Fuller Benton                                            | 1910             | ATF                                 |
| Hollandsche Mediæval      |                               | Serifen    | Venezianische Renaissance-Antiqua | Sjoerd Hendrik de Roos                                          | 1912             | —                                   |
| House Gothic 23           |                               | serifenlos | Serifenlose Linear-Antiqua        | Tal Leming                                                      | 1995             | House Industries                    |
| IBM Plex Sans             |                               | serifenlos | Serifenlose Linear-Antiqua        | Mike Abbink u. a.                                               | 2017             | IBM                                 |
| FF Info                   |                               | serifenlos | Serifenlose Linear-Antiqua        | Erik Spiekermann                                                | 1996             | FontFont                            |
| Impact                    |                               | serifenlos | Serifenlose Linear-Antiqua        | Geoffrey Lee                                                    | 1965             | Monotype Corporation                |
| Industria                 |                               | serifenlos | Antiqua-Variante                  | Neville Brody                                                   | 1989             | Linotype                            |
| Infini                    |                               | serifenlos | Antiqua-Variante                  | Sandrine Nugue                                                  | 2015             | Centre national des arts plastiques |
| Ingeborg                  |                               | Serifen    | Klassizistische Antiqua           | Michael Hochleitner                                             | 2009             | Typejockeys                         |
| Interstate                |                               | serifenlos | Serifenlose Linear-Antiqua        | Tobias Frere-Jones                                              | 1993–95          | Font Bureau                         |
| Isonorm                   |                               | serifenlos | Serifenlose Linear-Antiqua        | ISO                                                             | 1980             | —                                   |
| Janson                    |                               | Serifen    | Barock-Antiqua                    | Nicolas Kis                                                     | ca. 1670         | —                                   |
| Jenson                    |                               | Serifen    | Venezianische Renaissance-Antiqua | Nicolas Jenson                                                  | ca. 1470         | —                                   |
| Jigsaw                    | —                             | serifenlos | Serifenlose Linear-Antiqua        | Johanna Biľak                                                   | 1999             | Typotheque                          |
| Joanna                    |                               | Serifen    | Barock-Antiqua                    | Eric Gill                                                       | 1930             | Monotype Corporation                |
| FF Johannes G             | —                             |            | Gebrochene Schrift                | Manfred Klein                                                   | 1991             | FontFont                            |
| Johnston                  |                               | serifenlos | Serifenlose Linear-Antiqua        | Edward Johnston, Eric Gill                                      | 1916             | —                                   |
| Junicode                  |                               | Serifen    | Französische Renaissance-Antiqua  | Peter S. Baker                                                  | 2006             | University of Virginia              |
| FF Justlefthand           |                               |            | Handschriftliche Antiqua          | Just van Rossum                                                 | 1990             | FontFont                            |
| Kabel                     |                               | serifenlos | Serifenlose Linear-Antiqua        | Rudolf Koch                                                     | 1927             | Gebr. Klingspor                     |
| Kaufmann                  |                               |            | Schreibschrift                    | Max R. Kaufmann                                                 | 1936             | ATF                                 |
| Keedy Sans                | —                             | serifenlos | Serifenlose Linear-Antiqua        | Jeffer Keedy                                                    | 1991             | Emigre                              |
| Kennerley Old Style       |                               | Serifen    | Venezianische Renaissance-Antiqua | Frederic W. Goudy                                               | 1911             | Monotype Corporation                |
| Kettler                   | Nichtproportionale Schriftart | Serifen    |                                   | Eric Olson                                                      | 2002             | Process Type Foundry                |
| Kievit                    |                               | serifenlos | Serifenlose Linear-Antiqua        | Michael Abbink, Paul van der Laan                               | 1995–2001        | FontFont                            |
| Klavika                   |                               | serifenlos | Serifenlose Linear-Antiqua        | Eric Olson                                                      | 2004             | Process Type Foundry                |
| Knockout                  | —                             | serifenlos | Serifenlose Linear-Antiqua        | Jonathan Hoefler                                                | 1990             | Hoefler & Frere-Jones               |
| FF Kosmik                 |                               | serifenlos | Antiqua-Variante                  | Erik van Blokland                                               | 1993             | FontFont                            |
| Künstlerschreibschrift    |                               |            | Schreibschrift                    | Schriftgießerei Stempel                                         | 1902             | D. Stempel                          |
| Laski Slab                |                               | Serifen    | Serifenbetonte Linear-Antiqua     | Paula Mastrangelo, Ramiro Espinoza                              | 2014             | ReType                              |
| Legacy Sans               |                               | serifenlos | Serifenlose Linear-Antiqua        | Ronald Arnholm                                                  | 1992             | ITC                                 |
| Legacy Serif              |                               | Serifen    | Venezianische Renaissance-Antiqua | Ronald Arnholm                                                  | 1992             | ITC                                 |
| Legende                   | —                             |            | Antiqua-Variante                  | Friedrich Hermann Ernst Schneidler                              | 1937             | Bauersche Gießerei                  |
| Letter Gothic             | Nichtproportionale Schriftart | serifenlos | Serifenlose Linear-Antiqua        | Roger Roberson                                                  | 1956             | IBM                                 |
| Lexicon                   |                               | Serifen    | Französische Renaissance-Antiqua  | Bram de Does                                                    | 1992             | TEFF                                |
| Liberation Sans           |                               | serifenlos | Serifenlose Linear-Antiqua        | Steve Matteson                                                  | 2007             | Ascender Corporation                |
| Liberation Mono           | Nichtproportionale Schriftart | serifenlos |                                   | Steve Matteson                                                  | 2007             | Ascender Corporation                |
| Liberation Serif          |                               | Serifen    | Französische Renaissance-Antiqua  | Steve Matteson                                                  | 2007             | Ascender Corporation                |
| Line                      | —                             |            | Schreibschrift                    | Göran Söderström, Stefania Malmsten                             | 2013             | Letters from Sweden                 |
| Linux Libertine           |                               | Serifen    | Französische Renaissance-Antiqua  | Libertine Open Fonts Projekt                                    | 2003             | Libertine Open Fonts Projekt        |
| Literaturnaya             | —                             | Serifen    | Fremde Schriften                  | Anatolii Schtschukin                                            | späte 1930er     | Poligrafmasch                       |
| Lucida Bright             |                               | Serifen    | Barock-Antiqua                    | Charles Bigelow, Kris Holmes                                    | 1993             | Monotype Corporation                |
| Lucida Console            | Nichtproportionale Schriftart | serifenlos |                                   | Charles Bigelow, Kris Holmes                                    | 1993             | Monotype Corporation                |
| Lucida Handwriting        |                               |            | Schreibschrift                    | Charles Bigelow, Kris Holmes                                    | 1984–85          | Monotype Corporation                |
| Lucida Sans               |                               | serifenlos | Serifenlose Linear-Antiqua        | Charles Bigelow, Kris Holmes                                    | 1984–85          | Monotype Corporation                |
| Luthersche Fraktur        | —                             |            | Gebrochene Schrift                | Linotype Design Studio                                          | 1996             | Linotype                            |
| Lydian                    | —                             | serifenlos | Antiqua-Variante                  | Warren Chappell                                                 | 1938             | ATF                                 |
| Lyon                      | —                             | Serifen    | Französische Renaissance-Antiqua  | Kai Bernau                                                      | 2010             | Commercial Type                     |
| FF Mambo                  |                               | Serifen    | Antiqua-Variante                  | Val Fullard                                                     | 1992             | FontFont                            |
| Mantinia                  |                               | Serifen    | Französische Renaissance-Antiqua  | Matthew Carter                                                  | 1993             | Carter & Cone                       |
| Marvin                    | —                             | serifenlos |                                   | Michael Chave                                                   | 1969             | Face Photosetting                   |
| Mason Serif               |                               | Serifen    | Französische Renaissance-Antiqua  | Jonathan Barnbrook                                              | 1992             | Emigre                              |
| Matrix                    |                               | Serifen    | Barock-Antiqua                    | Zuzana Licko                                                    | 1986             | Emigre                              |
| Maxima                    |                               | serifenlos | Serifenlose Linear-Antiqua        | Gert Wunderlich                                                 | 1970             | Typoart                             |
| Melior                    |                               | Serifen    | Klassizistische Antiqua           | Hermann Zapf                                                    | 1952             | D. Stempel                          |
| Memphis                   |                               | Serifen    | Serifenbetonte Linear-Antiqua     | Rudolf Wolf                                                     | 1929–36          | D. Stempel                          |
| Mercury                   | —                             | Serifen    | Barock-Antiqua                    | Jonathan Hoefler, Tobias Frere-Jones                            | 1996             | Hoefler & Frere-Jones               |
| Meridien                  |                               | Serifen    | Französische Renaissance-Antiqua  | Adrian Frutiger                                                 | 1957             | Deberny & Peignot                   |
| FF Meta                   |                               | serifenlos | Serifenlose Linear-Antiqua        | Erik Spiekermann                                                | 1984–91          | FontFont                            |
| Metro                     |                               | serifenlos | Serifenlose Linear-Antiqua        | William Addison Dwiggins                                        | 1927             | Mergenthaler Linotype               |
| Miller                    |                               | Serifen    | Klassizistische Antiqua           | Matthew Carter                                                  | 1997             | Carter & Cone                       |
| Minion                    |                               | Serifen    | Französische Renaissance-Antiqua  | Robert Slimbach                                                 | 1990             | Adobe Type                          |
| FF Mister K               | —                             |            | Schreibschrift                    | Julia Sysmäläinen                                               | 2008             | FontFont                            |
| Mistral                   |                               |            | Schreibschrift                    | Roger Excoffon                                                  | 1953             | Fonderie Olive                      |
| Monaco                    | Nichtproportionale Schriftart | serifenlos | Serifenlose Linear-Antiqua        | Susan Kare, Kris Holmes, Charles Bigelow                        | 1983             | Apple                               |
| Monotype Grotesque        |                               | serifenlos | Serifenlose Linear-Antiqua        | Frank Hinman Pierpont                                           | 1926             | Monotype Corporation                |
| Montserrat                | —                             | serifenlos | Serifenlose Linear-Antiqua        | Julieta Ulanovsky                                               | 2011             | Julieta Ulanovsky                   |
| Motter Ombra              |                               | serifenlos | Antiqua-Variante                  | Othmar Motter                                                   | 1972             | H. Berthold AG                      |
| Mrs Eaves                 |                               | Serifen    | Barock-Antiqua                    | Zuzana Licko                                                    | 1996             | Emigre                              |
| MS Sans Serif             |                               | serifenlos | Serifenlose Linear-Antiqua        | Microsoft                                                       | 1992             | Microsoft                           |
| Myriad                    |                               | serifenlos | Serifenlose Linear-Antiqua        | Robert Slimbach, Carol Twombly                                  | 1992             | Adobe Type                          |
| Myriad Tilt               |                               | serifenlos | Antiqua-Variante                  | Robert Slimbach, Carol Twombly                                  | 1993             | Adobe Type                          |
| National                  | —                             | serifenlos | Serifenlose Linear-Antiqua        | Kris Sowersby                                                   | 2004             | Klim Type Foundry                   |
| National                  |                               |            | Gebrochene Schrift                | Walter Höhnisch                                                 | 1934             | Ludwig & Mayer                      |
| Neue Hammer Unziale       |                               |            |                                   | Victor Hammer, Linotype Design Studio                           | 1988             | Linotype                            |
| Neutraface                |                               | serifenlos | Serifenlose Linear-Antiqua        | Christian Schwartz                                              | 2002             | House Industries                    |
| Neuzeit                   |                               | serifenlos | Serifenlose Linear-Antiqua        | Wilhelm Pischner                                                | 1928             | D. Stempel                          |
| New Alphabet              |                               | serifenlos | Antiqua-Variante                  | Wim Crouwel                                                     | 1967             | Foundry Types Ltd.                  |
| News Gothic               |                               | serifenlos | Serifenlose Linear-Antiqua        | Morris Fuller Benton                                            | 1908             | ATF                                 |
| Nimrod                    | —                             | Serifen    | Klassizistische Antiqua           | Robin Nicholas                                                  | 1980             | Monotype Corporation                |
| Nitti                     | Nichtproportionale Schriftart | serifenlos |                                   | Pieter van Rosmalen                                             | 2008             | Bold Monday                         |
| Nobel                     |                               | serifenlos | Serifenlose Linear-Antiqua        | Sjoerd de Roos                                                  | 1929             | Amsterdam Schriftgießerei           |
| ITC Novarese              |                               | Serifen    | Antiqua-Variante                  | Aldo Novarese                                                   | 1978             | Haas’sche Schriftgiesserei          |
| Oakland                   |                               | serifenlos | Antiqua-Variante                  | Zuzana Licko                                                    | 1985             | Emigre                              |
| OCR-A                     | Nichtproportionale Schriftart | serifenlos |                                   | ATF                                                             | 1966             | ATF                                 |
| OCR-B                     | Nichtproportionale Schriftart | serifenlos |                                   | Adrian Frutiger                                                 | 1968             | Monotype Corporation                |
| Odile                     |                               | Serifen    | Antiqua-Variante                  | Sibylle Hagmann                                                 | 2006             | Kontour                             |
| Officina Sans             |                               | serifenlos | Serifenlose Linear-Antiqua        | Erik Spiekermann                                                | 1990             | ITC                                 |
| Officina Serif            |                               | Serifen    | Serifenbetonte Linear-Antiqua     | Erik Spiekermann                                                | 1990             | ITC                                 |
| Ondine                    |                               |            | Handschriftliche Antiqua          | Adrian Frutiger                                                 | 1954             | Deberny & Peignot                   |
| Optima                    |                               | serifenlos | Antiqua-Variante                  | Hermann Zapf                                                    | 1952             | D. Stempel                          |
| Oxford                    |                               |            | Schreibschrift                    | Arthur Baker                                                    | 1989             | Alpha Omega                         |
| Palatino                  |                               | Serifen    | Französische Renaissance-Antiqua  | Hermann Zapf                                                    | 1949             | D. Stempel                          |
| Peignot                   |                               | serifenlos | Serifenlose Linear-Antiqua        | A. M. Cassandre                                                 | 1937             | Deberny & Peignot                   |
| ITC Pioneer               | —                             | serifenlos |                                   | Ronné Bonder, Tom Carnase                                       | 1970             | ATF                                 |
| Plantin                   |                               | Serifen    | Französische Renaissance-Antiqua  | Fritz Stelzer                                                   | 1913             | Monotype Corporation                |
| Playbill                  |                               | Serifen    | Serifenbetonte Linear-Antiqua     | Robert Harling                                                  | 1938             | Stephenson Blake                    |
| Poliphilus                |                               | Serifen    | Französische Renaissance-Antiqua  | Francesco Griffo, Monotype Design Studio                        | 1499             | Monotype Corporation                |
| PMN Caecilia              |                               | Serifen    | Serifenbetonte Linear-Antiqua     | Peter Matthias Noordzij                                         | 1990             | Linotype                            |
| Pompeijana                | — Majuskelschrift             |            |                                   | Adrian Frutiger                                                 | 1992             | Linotype                            |
| Populaire                 | —                             |            | Handschriftliche Antiqua          | Erica Jung, Ricardo Marcin                                      | 2011             | PintassilgoPrints                   |
| Post-Antiqua              |                               |            | Antiqua-Variante                  | Herbert Post                                                    | 1932             | H. Berthold AG                      |
| Potsdam                   |                               |            | Gebrochene Schrift                | Robert Golpon                                                   | 1934             | J. D. Trennert & Sohn               |
| Prestige                  | Nichtproportionale Schriftart | Serifen    |                                   | Clayton Smith                                                   | 1953             | IBM                                 |
| Proforma                  |                               | Serifen    | Französische Renaissance-Antiqua  | Petr van Blokland                                               | 1988             | Font Bureau                         |
| Prokyon                   |                               | serifenlos | Serifenlose Linear-Antiqua        | Erhard Kaiser                                                   | 2002             | DTL                                 |
| Product Sans              | —                             | serifenlos | Serifenlose Linear-Antiqua        | Patrick Wong                                                    | 2015             | Google Inc.                         |
| FF Providence             |                               |            | Antiqua-Variante                  | Guy Jeffrey Nelson                                              | 1994             | FontFont                            |
| Proxima Nova              |                               | serifenlos | Serifenlose Linear-Antiqua        | Mark Simonson                                                   | 2005             | Mark Simonson Studio                |
| FF Quadraat               |                               | Serifen    | Französische Renaissance-Antiqua  | Fred Smeijers                                                   | 1992             | FontFont                            |
| Quay Sans                 |                               | serifenlos | Serifenlose Linear-Antiqua        | David Quay                                                      | 1990             | ITC                                 |
| Renault                   | —                             | Serifen    | Klassizistische Antiqua           | Wolff Olins                                                     | 1968             | Renault                             |
| Reporter                  |                               |            | Handschriftliche Antiqua          | Carlos Winkow                                                   | 1938             | Gießerei Johannes Wagner            |
| Retina                    |                               | Serifen    | Serifenlose Linear-Antiqua        | Jonathan Hoefler, Tobias Frere-Jones                            | 1999             | Hoefler & Frere-Jones               |
| Rhapsodie                 |                               |            | Gebrochene Schrift                | Ilse Schüle                                                     | 1951             | Ludwig & Mayer                      |
| Rockwell                  |                               | Serifen    | Serifenbetonte Linear-Antiqua     | Frank Hinman Piermont                                           | 1934             | Monotype Corporation                |
| Rotis Semi Serif          |                               | Semi-Serif |                                   | Otl Aicher                                                      | 1988             | Monotype Corporation                |
| Rumba                     |                               | Serifen    | Antiqua-Variante                  | Laura Meseguer                                                  | 2005             | Type-Ø-Tones                        |
| Sabon                     |                               | Serifen    | Französische Renaissance-Antiqua  | Jan Tschichold                                                  | 1967             | D. Stempel                          |
| San Marco                 |                               |            | Gebrochene Schrift                | Karlgeorg Hoefer, Alexei Chekulayev                             | 1991–97          | Linotype                            |
| FF Scala                  |                               | Serifen    | Französische Renaissance-Antiqua  | Martin Majoor                                                   | 1987–91          | FontFont                            |
| FF Scala Sans             |                               | serifenlos | Serifenlose Linear-Antiqua        | Martin Majoor                                                   | 1993–2003        | FontFont                            |
| Segoe UI                  |                               | serifenlos | Serifenlose Linear-Antiqua        | Steve Matteson                                                  | 2004             | Microsoft                           |
| FF Seria                  |                               | Serifen    | Französische Renaissance-Antiqua  | Martin Majoor                                                   | 2000             | FontFont                            |
| ITC Serif Gothic          | —                             | Serifen    | Antiqua-Variante                  | Herb Lubalin, Tony DiSpigna                                     | 1972             | ATF                                 |
| Sinaloa                   | —                             |            |                                   | Rosmarie Tissi                                                  | 1972             | Letraset                            |
| Skia                      |                               | serifenlos | Serifenlose Linear-Antiqua        | Matthew Carter                                                  | 1993             | Apple                               |
| Skolar                    |                               | Serifen    | Antiqua-Variante                  | David Březina                                                   | 2009             | TypeTogether                        |
| ITC Slimbach              |                               | Serifen    | Barock-Antiqua                    | Robert Slimbach                                                 | 1987             | ITC                                 |
| ITC Souvenir              |                               | Serifen    | Antiqua-Variante                  | Ed Benguiat                                                     | 1970             | ITC                                 |
| Stempel-Schneidler        |                               | Serifen    | Venezianische Renaissance-Antiqua | Friedrich Hermann Ernst Schneidler                              | 1939             | D. Stempel                          |
| Stencil                   | Majuskelschrift               | Serifen    |                                   | Robert Hunter Middleton, Gerry Powell                           | 1937             | Ludlow-Gießmaschine, ATF            |
| Stone Sans                | —                             | serifenlos | Serifenlose Linear-Antiqua        | Sumner Stone                                                    | 1987             | Adobe Type                          |
| Stone Serif               |                               | Serifen    | Französische Renaissance-Antiqua  | Sumner Stone                                                    | 1987             | Adobe Type                          |
| Suisse Int’l              | —                             | serifenlos | Serifenlose Linear-Antiqua        | Swiss Typefaces                                                 | 2011             | Swiss Typefaces                     |
| Swift                     |                               | Serifen    | Französische Renaissance-Antiqua  | Gerard Unger                                                    | 1987             | Dr.-Ing Rudolf Hell GmbH            |
| Syntax                    |                               | serifenlos | Serifenlose Linear-Antiqua        | Hans Eduard Meier                                               | 1968–72          | D. Stempel                          |
| Syntax Letter             | —                             |            | Handschriftliche Antiqua          | Hans Eduard Meier                                               | 2000             | Linotype                            |
| Tahoma                    |                               | serifenlos | Serifenlose Linear-Antiqua        | Matthew Carter                                                  | 1995             | Microsoft                           |
| Tannenberg                |                               |            | Gebrochene Schrift                | Erich Meyer                                                     | 1933–35          | D. Stempel                          |
| Tekton                    |                               |            | Handschriftliche Antiqua          | David Siegel                                                    | 1989             | Adobe Type                          |
| Template Gothic           |                               | serifenlos | Antiqua-Variante                  | Barry Deck                                                      | 1990             | Emigre                              |
| Tempo                     |                               | serifenlos | Serifenlose Linear-Antiqua        | Robert Hunter Middleton                                         | 1930             | Ludlow-Gießmaschine                 |
| TheMix                    | —                             | Semi-Serif |                                   | Lucas de Groot                                                  | 1994             | LucasFonts                          |
| TheSans                   |                               | serifenlos | Serifenlose Linear-Antiqua        | Lucas de Groot                                                  | 1994             | LucasFonts                          |
| TheSerif                  | —                             | Serifen    | Serifenbetonte Linear-Antiqua     | Lucas de Groot                                                  | 1994             | LucasFonts                          |
| ITC Tiffany               | —                             | Serifen    | Venezianische Renaissance-Antiqua | Ed Benguiat                                                     | 1974             | ITC                                 |
| Tiempos                   | —                             | Serifen    | Barock-Antiqua                    | Kris Sowersby                                                   | 2010             | Klim Type Foundry                   |
| Time Script               |                               |            | Handschriftliche Antiqua          | Georg Trump                                                     | 1957             | C. E. Weber                         |
| Times                     |                               | Serifen    | Barock-Antiqua                    | Stanley Morison, Victor Lardent                                 | 1931             | —                                   |
| Times New Roman           |                               | Serifen    | Barock-Antiqua                    | Stanley Morison, Victor Lardent                                 | 1931             | Monotype Corporation                |
| Today Sans                | —                             | serifenlos | Serifenlose Linear-Antiqua        | Volker Küster                                                   | 1988             | Scangraphic                         |
| Trade Gothic              |                               | serifenlos | Serifenlose Linear-Antiqua        | Jackson Burke                                                   | 1948             | Mergenthaler Linotype               |
| Trajan                    | Majuskelschrift               | Serifen    | Antiqua-Variante                  | Carol Twombly                                                   | 1989             | Adobe Type                          |
| Trebuchet MS              |                               | serifenlos | Serifenlose Linear-Antiqua        | Vincent Connare                                                 | 1996             | Microsoft                           |
| Trinité                   |                               | Serifen    | Französische Renaissance-Antiqua  | Bram de Does                                                    | 1982             | TEFF                                |
| Triplex                   |                               | serifenlos | Serifenlose Linear-Antiqua        | Zuzana Licko                                                    | 1989             | Emigre                              |
| FF Trixie                 | —                             | Serifen    |                                   | Erik van Blokland                                               | 1991–2008        | FontFont                            |
| Ubuntu                    |                               | serifenlos | Serifenlose Linear-Antiqua        | Dalton Maag                                                     | 2010             | Canonical                           |
| Unciala                   |                               |            |                                   | Ralph M. Unger                                                  | 2005             | URW Type Foundry                    |
| FF Unit Slab              |                               | Serifen    | Serifenbetonte Linear-Antiqua     | Christian Schwartz, Erik Spiekermann, Kris Sowerby              | 2009             | FontFont                            |
| Univers                   |                               | serifenlos | Serifenlose Linear-Antiqua        | Adrian Frutiger                                                 | 1950–56          | Deberny & Peignot                   |
| VAG Rundschrift           |                               | serifenlos | Serifenlose Linear-Antiqua        | Gerry Barney                                                    | 1979             | Volkswagen AG                       |
| Vectora                   |                               | serifenlos | Serifenlose Linear-Antiqua        | Adrian Frutiger                                                 | 1990             | Linotype                            |
| ITC Veljovic              |                               | Serifen    | Venezianische Renaissance-Antiqua | Jovica Veljović                                                 | 1984             | ITC                                 |
| Venus                     | —                             | serifenlos | Serifenlose Linear-Antiqua        | Bauersche Gießerei                                              | 1907             | Bauersche Gießerei                  |
| Vera Sans                 |                               | serifenlos | Serifenlose Linear-Antiqua        | Jim Lyles                                                       | 2003             | Bitstream                           |
| Vera Sans Mono            | Nichtproportionale Schriftart | serifenlos |                                   | Jim Lyles                                                       | 2003             | Bitstream                           |
| Vera Serif                |                               | Serifen    | Antiqua-Variante                  | Jim Lyles                                                       | 2003             | Bitstream                           |
| Verdana                   |                               | serifenlos | Serifenlose Linear-Antiqua        | Matthew Carter                                                  | 1996             | Microsoft                           |
| Versailles                | —                             | Serifen    | Barock-Antiqua                    | Adrian Frutiger                                                 | 1984             | Linotype                            |
| Victorian                 | —                             | Serifen    | Antiqua-Variante                  | Freda Sack, Colin Brignall                                      | 1976             | Letraset                            |
| Walbaum                   |                               | Serifen    | Klassizistische Antiqua           | Justus Erich Walbaum                                            | 1800             | —                                   |
| GT Walsheim               | —                             | serifenlos | Serifenlose Linear-Antiqua        | Noël Leu, Mirco Schiavone                                       | 2009             | Grilli Type                         |
| ITC Weidemann             | —                             | Serifen    | Venezianische Renaissance-Antiqua | Kurt Weidemann                                                  | 1983             | ITC                                 |
| Wiesbaden Swing           |                               |            | Handschriftliche Antiqua          | Rosemarie Kloos-Rau                                             | 1992             | Linotype                            |
| Wilhelm Klingspor Gotisch |                               |            | Gebrochene Schrift                | Rudolf Koch                                                     | 1925             | Gebr. Klingspor                     |
| William                   | —                             | Serifen    | Barock-Antiqua                    | Maria Doreuli                                                   | 2016             | Typotheque                          |
| Windsor                   | —                             | Serifen    | Antiqua-Variante                  | Eleisha Pechey                                                  | 1905             | Stephenson Blake                    |
| Zapata                    |                               | Serifen    | Serifenbetonte Linear-Antiqua     | Erik van Blokland                                               | 1997             | FontFont                            |
| ITC Zapf Chancery         | —                             |            | Handschriftliche Antiqua          | Hermann Zapf                                                    | 1979             | ITC                                 |
| Zapfino                   |                               |            | Schreibschrift                    | Hermann Zapf                                                    | 1998             | Linotype                            |
| Zentenar-Fraktur          |                               |            | Gebrochene Schrift                | Friedrich Hermann Ernst Schneidler                              | 1937             | Bauersche Gießerei                  |